# Báhkkabahoknjira
Báhkkabahoknjira is een beek of rivier die stroomt in de Zweedse  gemeente Kiruna. De rivier ontvangt haar water op de oostelijke hellingen van de Báhkkabahokberg. Ze stroomt naar het zuidoosten en levert haar water in bij de Rautasrivier. Ze is circa 5 kilometer lang.
Afwatering: Báhkkabahoknjira → Rautasrivier → Torne → Botnische Golf